# Pamětní medaile svazu československých rudoarmějců
Pamětní medaile svazu československých rudoarmějců, je pamětní medaile, která byla založena v roce 1948. Byla určena pro československé bojovníky rudoarmějce. Na medaili měli nárok všichni žijící bojovníci, ale i jejich pozůstalí. Dekorace měla jeden stupeň a byla ražena ve dvojím provedení:
- bronzová medaile
- stříbrná medaile, která byla ražena v počtu 20 ks a byla určena pro zasloužilé rudoarmějce a jejich velitele, kteří byli v době občanské války vyznamenáni řádem Rudého praporu. Její ražbu provedla firma Karnet a Kyselý.